# Пористый шоколад

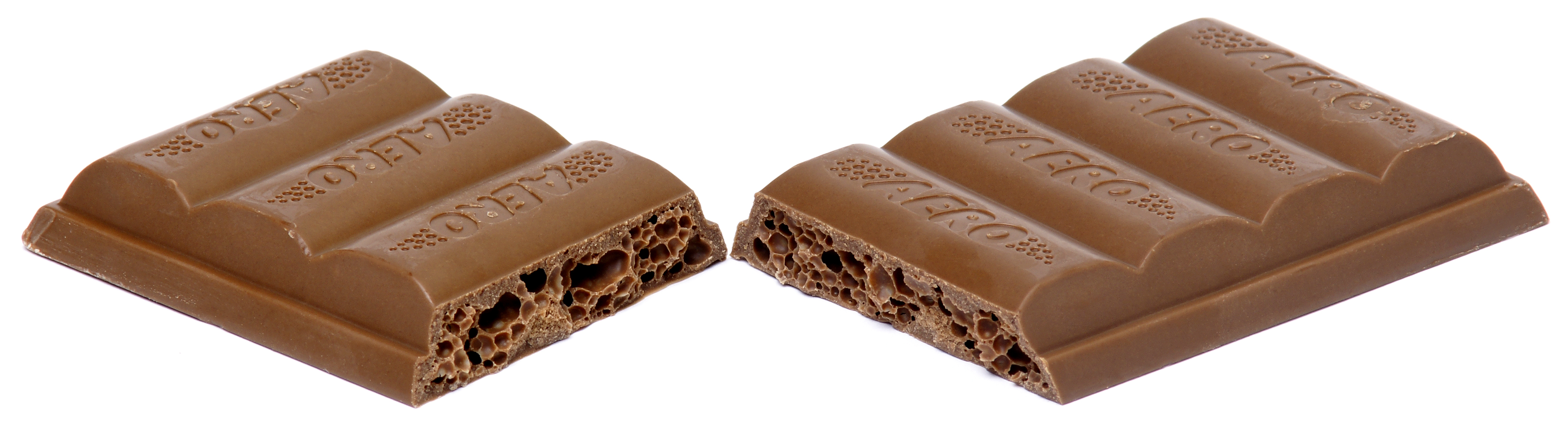
Плиточный шоколад Aero, разделённый на две половинки в целях показа пористого шоколада внутри

Пористый шоколад (также известный как воздушный шоколад) — тип шоколада, который содержит газы, образующие пузырьки.
При надкусывании некоторых пористых шоколадных конфет возникает слышимый хруст, который считается продуктом его структуры и текстуры. Во рту человека конфеты создают «хрупкое ощущение» и быстро тают при жевании. Эти явления возникают из-за большей площади поверхности и усиливают аромат. Хрустящая корочка объясняется наличием более крупных пузырьков.

## История
В 1935 году британская шоколадная фабрика Rowntree's вывела на рынок первый пористый шоколад Aero. Процесс изготовления нового шоколада был покрыт обширным патентом, охватывающим различные таблетки, в том числе со встроенными добавками, такими как орехи. Первоначально производитель Rowntree's продвигал пористый шоколад как более легкоусвояемый, нежели твёрдый, хотя против этого возражала конкурирующая шоколадная фабрика Cadbury. В дополнение к этим возражениям производитель Cadbury оспорил действительность самого патента. В сентябре 1936 года шоколадная фабрика Fry's выпустила пористый шоколадный батончик Crunchie, полностью состоящий из шоколада. Этот шаг был обоснован тем, что он не нарушает патент. После того, как в августе 1937 года компания Fry's запустила второй пористый шоколад под названием Ripple, производитель Rowntree's согласился разрешить производителям шоколада производить пористый шоколад после июня 1938 года, если они согласятся заплатить Rowntree's определённую сумму при выпуске новых линий пористого шоколада и 0,5% роялти с продаж. После этого периода компания Cadbury выпускала пористый шоколад только на рынках в зарубежных доминионах, где шоколад Aero не создавался. Пористый шоколад Bubblo, производимый компанией Nestle в Великобритании, экспортировался по патенту в Новую Зеландию. 
К 1936 году шоколад Aero успешно экспортировался в Австралию, а компания Hershey’s приобрела патент на Aero в мае 1937 года, позже изменив вкус и текстуру для американского рынка. В течение 1937 года компания Rowntree's производила оборудование для производства в Эйре, Канаде и Южной Африке, а также для компаний Lindt и Van Houten. В 1970-е годы производители печенья начали использовать микроаэрацию для обработки шоколада для формованных изделий. В 1981—1983 годах компания Cadbury начала выпуск пористого шоколада Wispa с использованием секретного, незапатентованного процесса. В то время как запуск шоколада был успешным (хотя он был временно отозван для решения производственных трудностей), компания Rowntree's разработала и запустила в производство массивный шоколад Aero, продававшийся на рынке по состоянию на 2008 год. В начале 2000-х годов шоколад Wispa был снят с производства, и компания Cadbury не продавала пористый шоколад до выпуска Dairy Milk Bubbly в октябре 2007 года после интернет-кампании. В настоящее время шоколад Aero производится компанией Nestle. 

## Производство
Пористый шоколад менее плотный, чем обычный шоколад, что придаёт ему свойства большего объёма, мягкой текстуры и ощущения таяния. Наиболее часто производимые пористые шоколадные конфеты имеют видимые пузырьки диаметром от 0,05 до 3,0 мм. Чтобы сделать большую часть этих изделий, в оболочку засыпают пористый шоколад. После того, как он застынет, заливают жидким шоколадом, чтобы сформировать гладкую спинку. Факторы, влияющие на размер пузырька, включают вязкость шоколада, скорость его схватывания, тип газа, разницу давлений и скорость изменения давления. Хотя шоколад обычно вспенивается углекислым газом, исследуется аэрация шоколада с использованием других газов, таких как аргон. Наиболее интенсивным вкусом обладает шоколад, вспененный азотом, особенно закисью азота. Это связано с более крупными пузырьками, которые производят эти газы.
Пористый шоколад производится в вакууме или путём вбивания газа в шоколад под высоким давлением. В первом случае жидкий шоколад, иногда смешанный с газом, помещается в вакуум, образуя пену, которая сохраняет свою форму при схватывании жира. Этот процесс легко допускает добавления (например, орехи или нугу), но его трудно поддерживать в гигиеническом состоянии, и поэтому последний метод используется чаще. В системах аэрации высокого давления газ под высоким давлением перерабатывается в жидкий темперированный шоколад. Нерастворимый газ диспергируется в виде пузырьков с помощью венчика. Использование различных газов приводит к образованию пузырьков разного размера, вкуса и текстуры, возможно, из-за различных свойств растворимости газов.
Другой вид шоколада — микроаэрированный, который содержит невидимые невооружённым глазом пузырьки, что позволяет получить более быстро тающий и кремовый продукт. Этот вид применяется в шоколадных печеньях для снижения процентного содержания шоколада по весу. Полусхватывающий или твёрдый шоколад экструдированно создаёт окончательный вид пористого шоколада, содержащий непрерывные трубки пробегающего через них воздуха. Ранее компания Cadbury продавала этот вид пористого шоколада под названием Spira. В отличие от обычного шоколада, где материал удерживается вместе с жиром, некоторое количество пористого шоколада скрепляется скелетом из твёрдых частиц (в частности, сахара). Такой вид пористого шоколада может иметь чрезвычайно низкую плотность (0,1—0,3 г/см3), что позволяет ему быстро растворяться во рту. Его получают путём эмульгирования воды (необязательно содержащей сахар) с жидким шоколадом или тёртым какао и сухим молоком. При удалении воды после этого остаётся пористый шоколад.

### Исследования
Основным источником нестабильности пузырьков является создание пузырей большого разнообразия размеров. Газы в более мелких пузырьках диффундируют или диспергируются в более крупные пузырьки. Это связано с их соответствующим давлением Лапласа. По состоянию на 2023 год технологии для контроля размера, распределения и движения пузырьков было трудно использовать во время производства. «Передовые» исследования проводились разными компаниями, включая Nestlé. В 2013 году китайские учёные объявили о результатах исследования с использованием фосфолипидов, полученных из соевых бобов, для аэрации какао-масла.